# Liste der Monuments historiques in Treuzy-Levelay
Die Liste der Monuments historiques in Treuzy-Levelay führt die Monuments historiques in der französischen Gemeinde Treuzy-Levelay auf.

## Liste der Bauwerke
| Bezeichnung      | Beschreibung | Standort        | Kennzeichnung | Schutzstatus | Datum | Bild           |
| ---------------- | ------------ | --------------- | ------------- | ------------ | ----- | -------------- |
| Kirche St-Martin |              | Treuzy (Lage)   | PA00087301    | Inscrit      | 1926  | weitere Bilder |
| Ziegelei         | Erbaut 1836  | Bezanleu (Lage) | PA00087338    | Inscrit      | 1989  | weitere Bilder |

## Liste der Objekte
Zum Verständnis siehe: Kirchenausstattung
| Bezeichnung                                                               | Beschreibung                              | Standort                       | Kennzeichnung | Schutzstatus | Datum | Bild           |
| ------------------------------------------------------------------------- | ----------------------------------------- | ------------------------------ | ------------- | ------------ | ----- | -------------- |
| Taufbecken                                                                | Stein, 18. Jahrhundert                    | in der Kirche St-Martin (Lage) | PM77002805    | Inscrit      | 1977  | weitere Bilder |
| Skulpturengruppe Der heilige Martin teilt seinen Mantel mit einem Bettler | Stein, polychrom gefasst, 16. Jahrhundert | in der Kirche St-Martin (Lage) | PM77001745    | Classé       | 1944  |                |
| Glocke                                                                    | Bronze, 1732                              | in der Kirche St-Martin (Lage) | PM77001744    | Classé       | 1942  |                |
| Christus am Kreuz                                                         | Holz, 18. Jahrhundert                     | in der Kirche St-Martin (Lage) | PM77002804    | Inscrit      | 1982  |                |
| Skulptur Madonna mit Kind                                                 | Holz, 19. Jahrhundert                     | in der Kirche St-Martin (Lage) | PM77002806    | Inscrit      | 1977  |                |